# Imprimerie Bon
L'Imprimerie Marcel Bon était une imprimerie, aujourd'hui détruite, qui était située place Pierre-Rénet à Vesoul, dans la Haute-Saône.

## Histoire
En 1895, Louis Bon rachète l'imprimerie Duchet-Suchaux. La société est reprise en 1920 par Marcel Bon et est sise au 27, rue d'Alsace-Lorraine. Entre 1948 et 1955, Marcel Bon rachète complètement l'imprimerie Cival, auparavant située au 10 rue du Moulin des Prés, et s'installe dans l'immeuble de la Coopérative agricole de la Haute-Saône, situé 21 place du Champ de Foire (actuelle place Pierre-Rénet).
En 1965, l'imprimerie acquiert l'immeuble mitoyen, 19 place Pierre Renet, ainsi qu'un entrepôt situé 92 boulevard des Alliés. 
En 1976, l'imprimerie travaille avec deux linotypes, une photocomposeuse Singer de 1974, et onze presses typographiques.
L'imprimerie IMB cesse son activité à la fin des années 1990. Le bâtiment est inscrit à l'Inventaire général du patrimoine culturel.